# Saint-Julien-en-Saint-Alban
 Saint-Julien-en-Saint-Alban  es una población y comuna francesa, ubicada en la región de Ródano-Alpes, departamento de Ardèche, en el distrito de Privas y cantón de Chomérac.

## Demografía
| 642 | 763 | 815 | 903 | 924 | 1022 |
| Para los censos de 1962 a 1999 la población legal corresponde a la población sin duplicidades (Fuente: INSEE [Consultar]) |     |     |     |     |      |